# Замок у Мурованому
За́мок у Муро́ваному — руїни замку у селі Мурованому Самбірського району Львівської області. Розташований неподалік від автошляхів Т 1401 (Старий Самбір — Хирів) та Т 1418 (Самбір — Хирів) і залізниці Самбір — Хирів. До нашого часу збереглись невеликі фрагменти мурів, вали замчища зі стрімкими схилами глибокого рову, залишки каналу та парку.

## Історія
Замок, імовірно, розпочав зводити на початку XVI століття львівський хорунжий Андрій Тарло (пом. 1531). Після його зруйнування 1559 року ренесансний замок відбудував його син, сандомирський хорунжий Миколай Тарло (пом. 1571), про що засвідчувала пам'ятна таблиця на замковій стіні. З приданим його доньки Ядвиґи Тарло замок перейшов до львівського старости Єжи Мнішека (1548—1613), який провів його перебудову на модну тоді резиденцію «palazzo in fortezza». П'ятикутний двоярусний замок з трьома круглими кутовими вежами, прямокутною надбрамною Годинниковою вежею височів на пагорбі над мочарами річки Стрв'яж. У замку налічувалось 45 кімнат, дві великі зали з мармуровою підлогою (60 кроків на 24 кроки). У замку 25 травня 1604 року Дмитро Іоанович просив руки Марини Мнішек у її батька Єжи Мнішека.
За молодшого сина — старости саноцького Франциска Бернарда Мнішека (1590—1661) — був його головною резиденцією. Замок сильно пошкодила пожежа, був пошкоджений ще одного разу. На відновлення виклав близько 200 000 злотих.
До кінця XVII століття замок обвели зовнішньою бастіонною лінією оборони з трьома бастіонами, двома наріжними вежами, каналом із річки для заводнення внутрішнього рову. У долині до річки Стрв'яж було закладено великий регулярний парк. План фортифікацій замку, парку виконав 1734 році Генрих Кляйн. Тодішній власник — Юзеф Вандалін Мнішех — в замку мав значну колекцію картин, портретів, велику бібліотеку, зокрема, праць з архітектури.
Станіслав Мнішек 1815 року продав замок Фридерику Зербоні де Сполетті. Нова пожежа 1835 року завдала замку значних пошкоджень. Власник не став відновлювати будівлі, а продав дахівку, цеглу із найбільш знищених вогнем її частин. Новий власник Марцелій Богданович відновив східне замкове крило. У час першої світової війни російські військові, що розташовувались неподалік, довідалися про належність замку Мнішекам та перебування тут майбутнього царя Дмитра Іоановича. По замку було здійснено декілька артилерійських залпів.
Після завершення війни руїни замку власники визнали непридатними для відбудови. До нашого часу збереглися невеликі фрагменти мурів, вали замчища з стрімкими схилами глибокого рову, залишки парку та каналу, яким надходила вода до оборонних ровів.

## Галерея

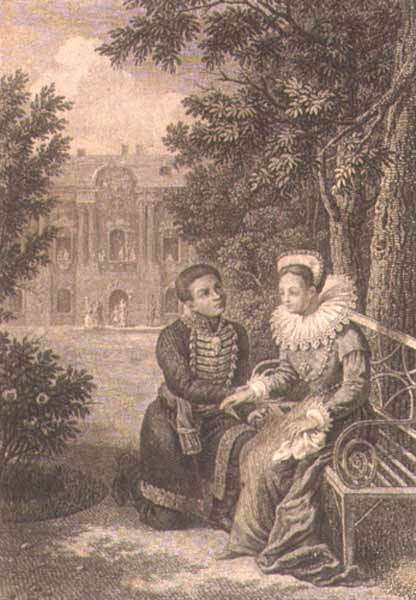
Дмитро І і Марина в Мурованому
Східне крило замку в кін. XIX ст.
Крило замку на поч. XX ст.
Руїна замку після 1-ї світової війни
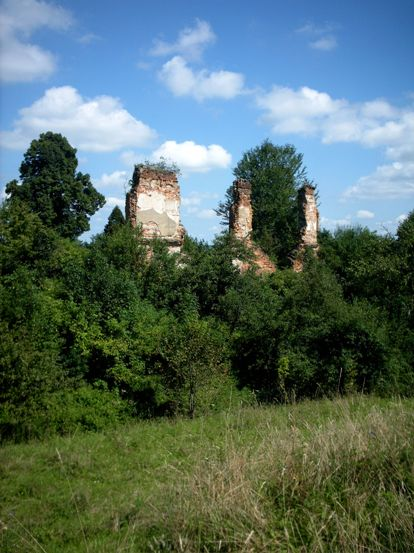
Рештки мурів замку (2005 р.)
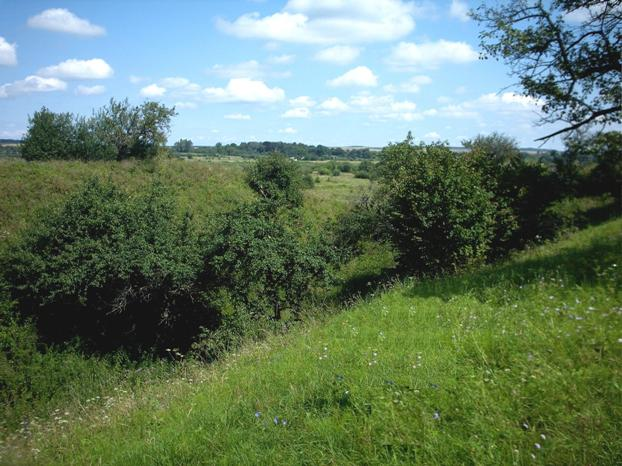
Сліди замкового рову
Герб Мурованого